# Páprád
Páprád je selo na jugu Republike Mađarske.
Zauzima površinu od 12,11 km četvornih.

## Zemljopisni položaj
Nalazi se na 45° 53' 33" sjeverne zemljopisne širine i 18° 5' 50" istočne zemljopisne dužine.
Bešenca je 3 km zapadno, Gilvánfa je 3,5 km sjeverozapadno, Ózdfalu je 3 km sjeverno, Bogádmindszent je 1,5 km sjeveroistočno, Korša i Adorjás su 4,5 km, a Sámod 3,5 km jugoistočno, Idvik je 4 km južno, Vajslovo je 3 km jugozapadno, a Nagycsány je 5 km zapadno-jugozapadno.

## Upravna organizacija
Upravno pripada Šeljinskoj mikroregiji u Baranjskoj županiji. Poštanski broj je 7838. 

## Povijest
Povijesni izvori spominju ime Páprád prvi put 1322. Pripadalo je sámodskom posjedu opatica s Margitina otoka. Te godine im je netko osporavao posjed, no državne vlasti su presudile u korist redovnica.
Za vrijeme turske vlasti je pripadao crkvi. Prvotno je pripadao redovnicama klarisama, poslije rimske katoličke crkve.

## Stanovništvo
Páprád ima 202 stanovnika (2001.). Mađari su većina. Skoro 3/4 stanovnika su rimokatolici, blizu petine stanovnika su kalvinisti, a u selu je i nešto grkokatolika. 

## Vanjske poveznice
- (mađ.) Vendéváró[neaktivna poveznica]
- Páprád[neaktivna poveznica] na fallingrain.com